# Dedrad, Mureș
Dedrad, mai demult Dredat (în dialectul săsesc Zaiplenk, în germană Deutsch-Zepling, Deutsch-Zapleng, Zepling, în maghiară Dedrád) este un sat în comuna Batoș din județul Mureș, Transilvania, România.

## Geografie
Satul Dedrad se află în nordul județului Mureș, în apropierea municipiului  Reghin, lângă Luț, un afluent al râului Mureș.

## Istorie
Localitatea a fost atestată prima oară în anul 1319.
Ca și în celelalte comunități săsești-transilvănene ale Transilvaniei de nord, numărul vorbitorilor de limbă germană în urma celui de Al Doilea Război Mondial s-a redus drastic.
La începutul anilor 1940 numărul vorbitorilor de limbă română și germană era echilibrat. După evacuare, deportare spre Germania și Austria trăiau în sat, la mijlocul anilor 1960, 1.820 de români, 400 de sași transilvăneni, 89 de maghiari și 57 de rromi.
În ziua de astăzi satul aparține comunei Batoș

## Imagini

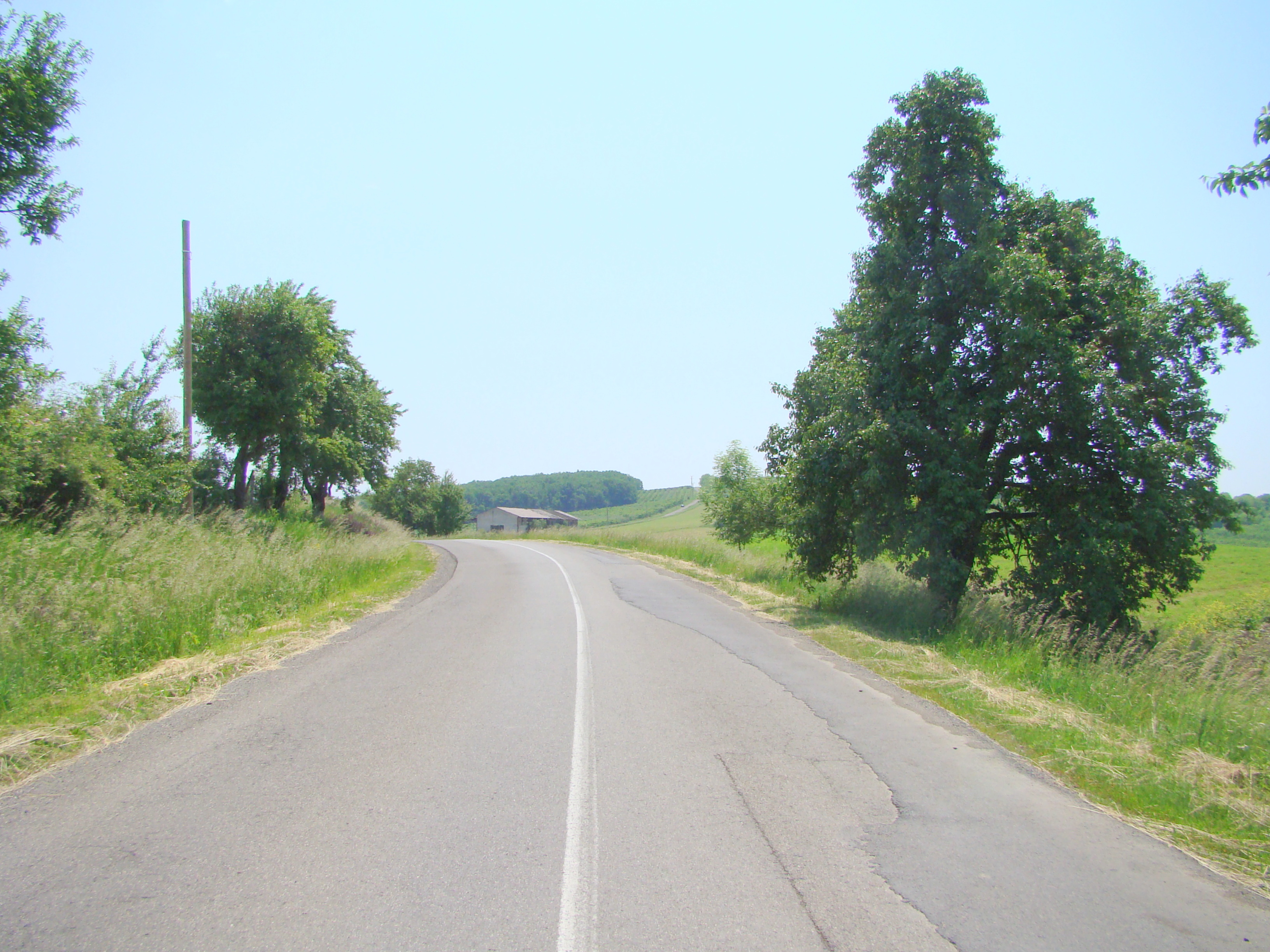
Drumul Reghin-Dedrad
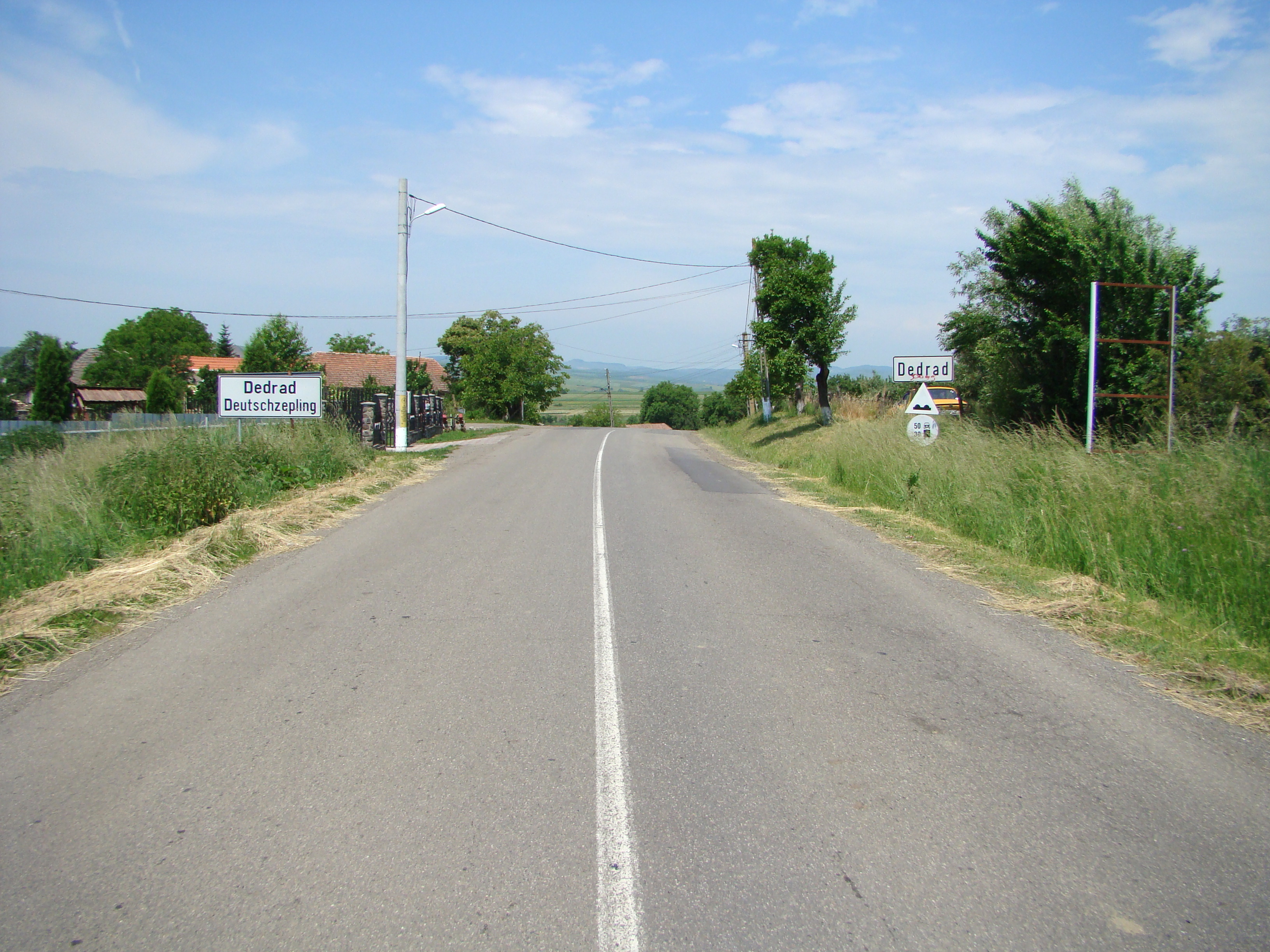
Intrarea în localitate
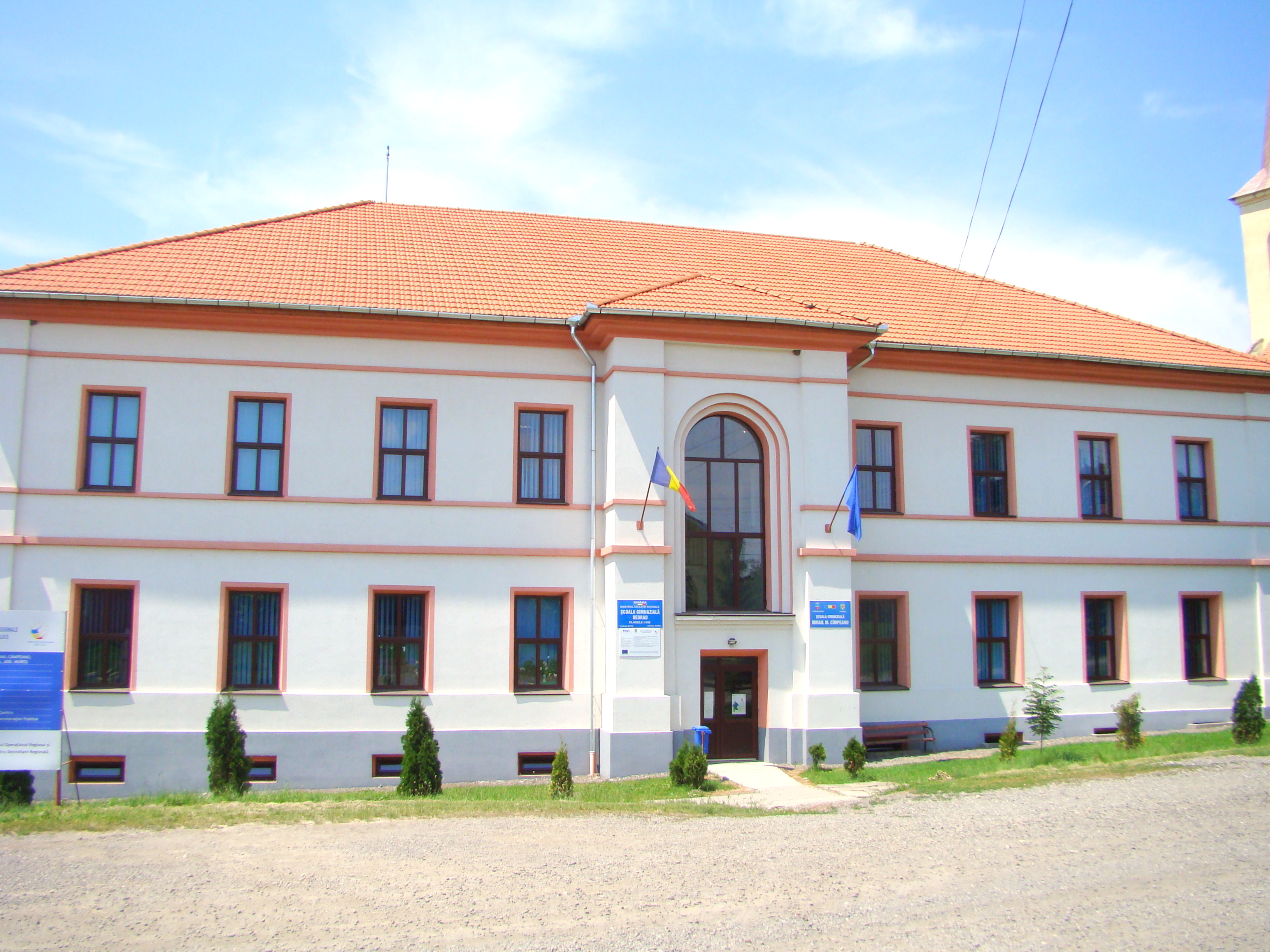
Școala
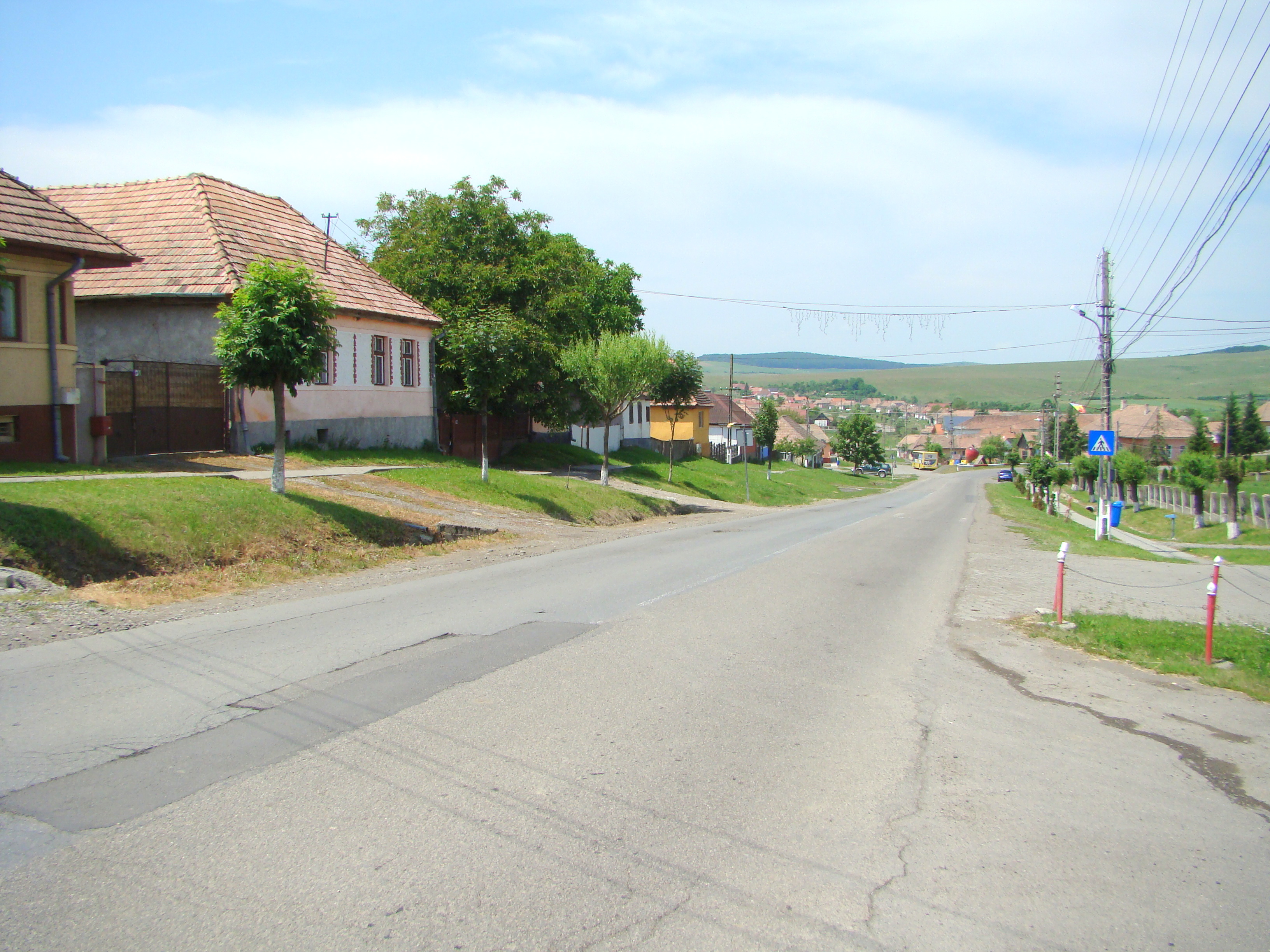
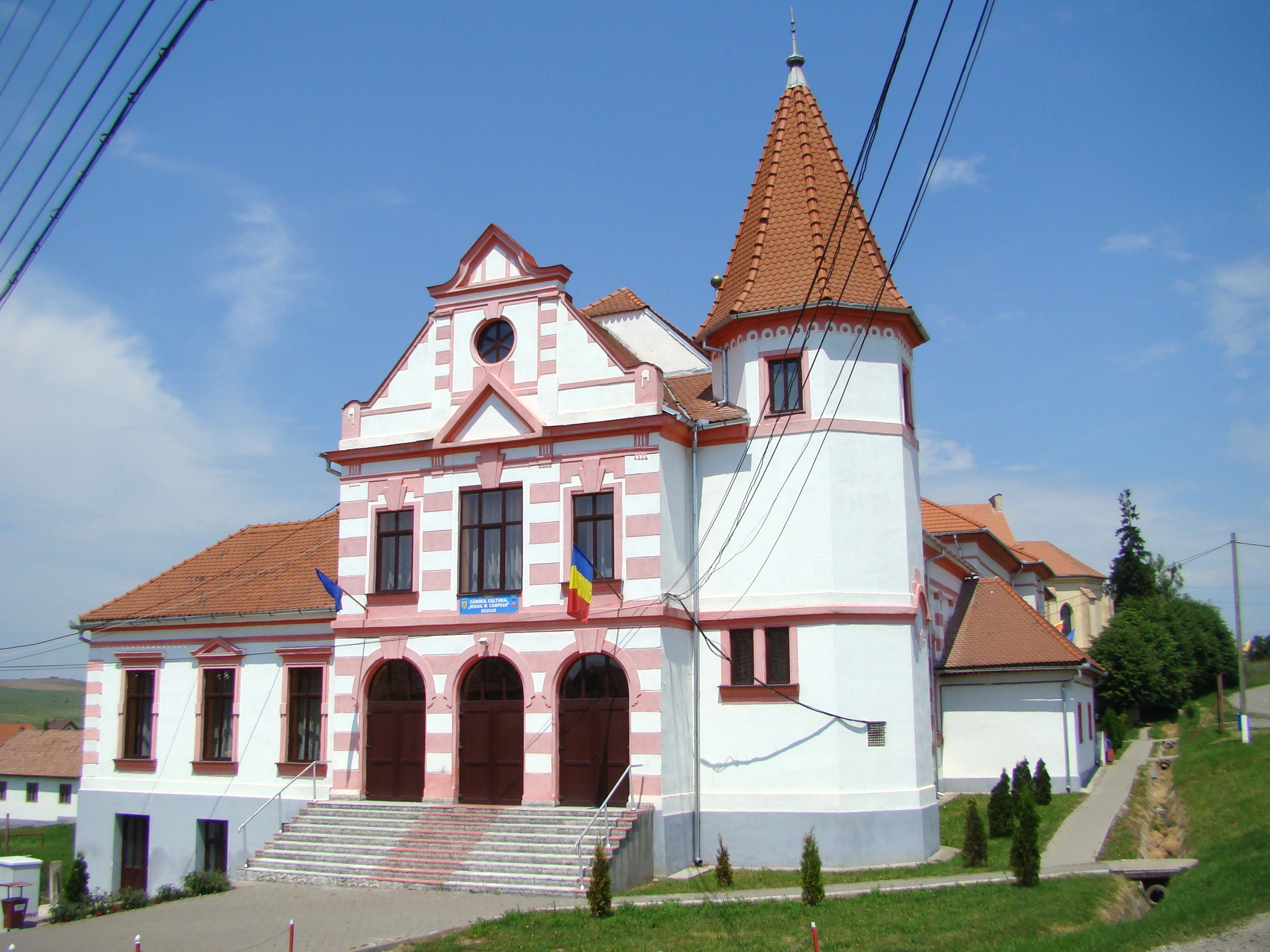
Căminul cultural
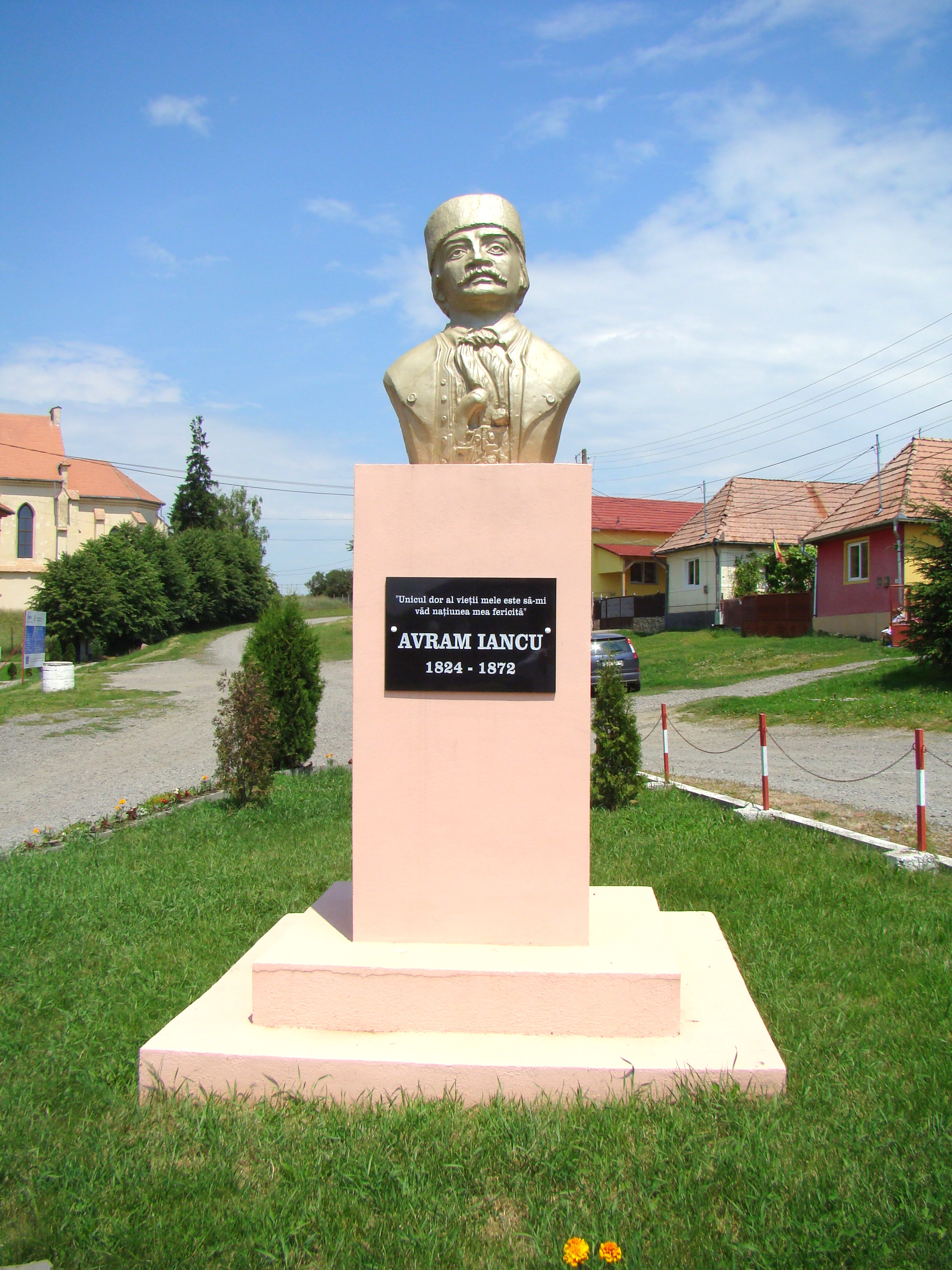
Bustul lui Avram Iancu
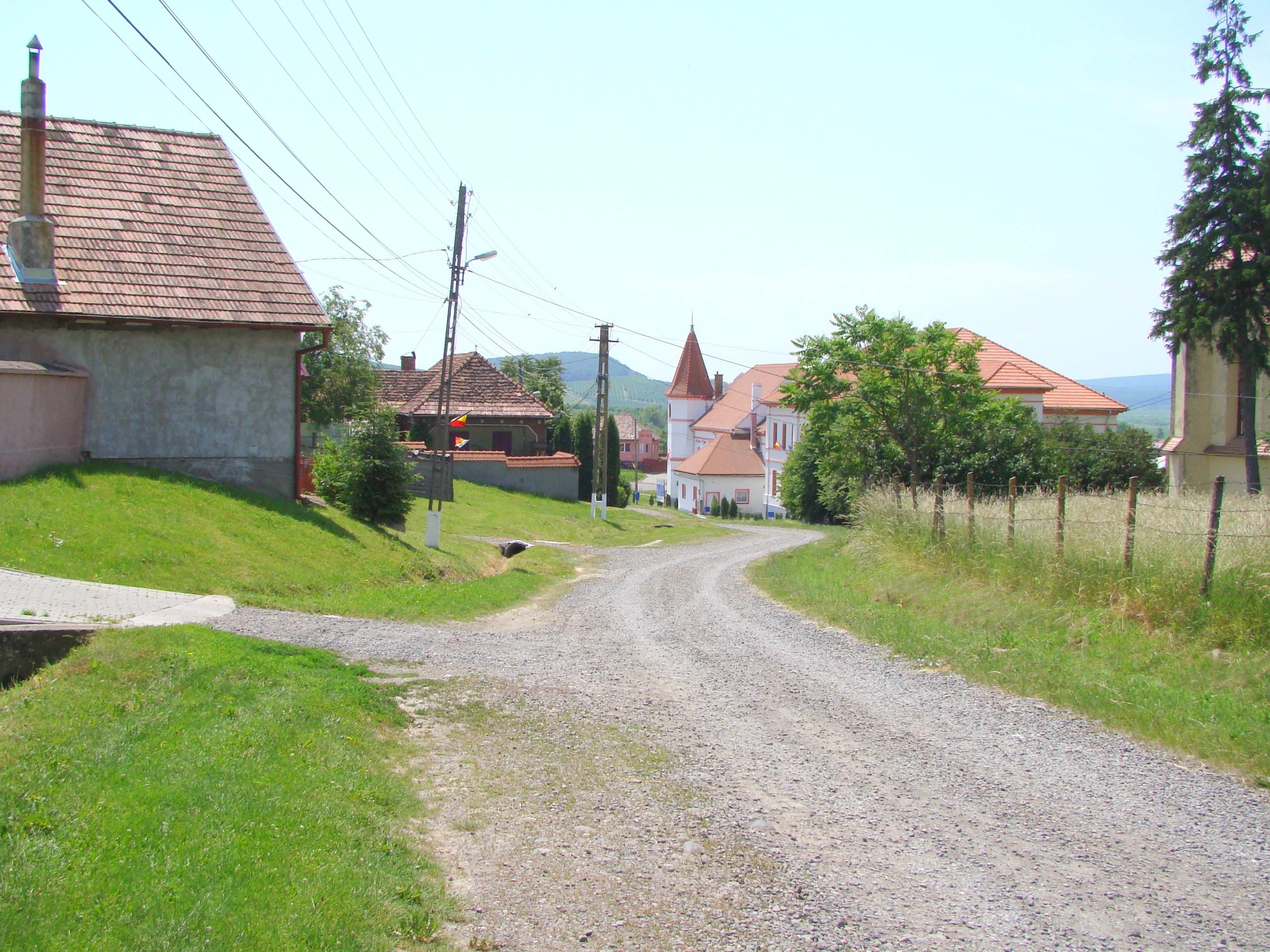
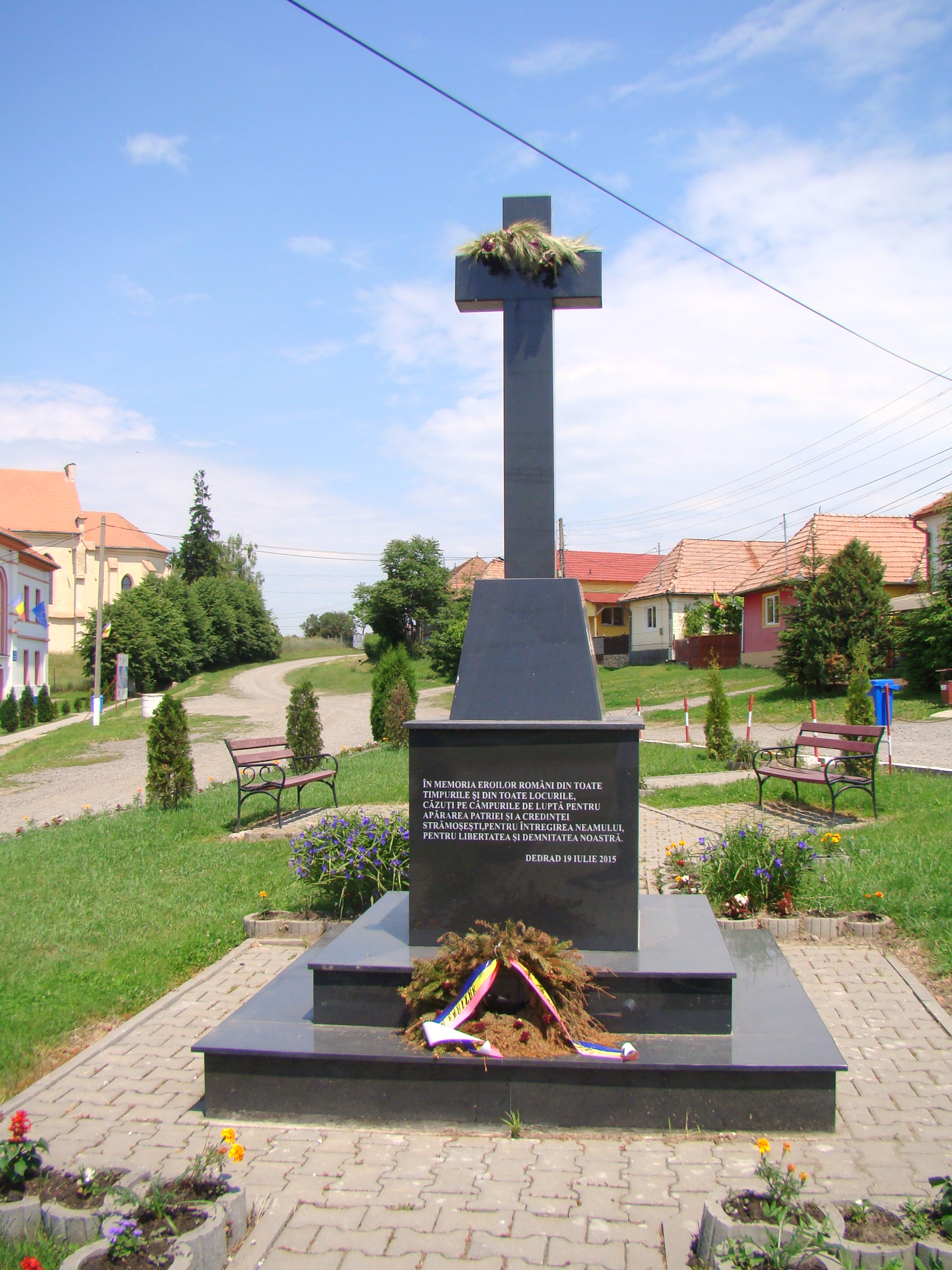
Monumentul eroilor
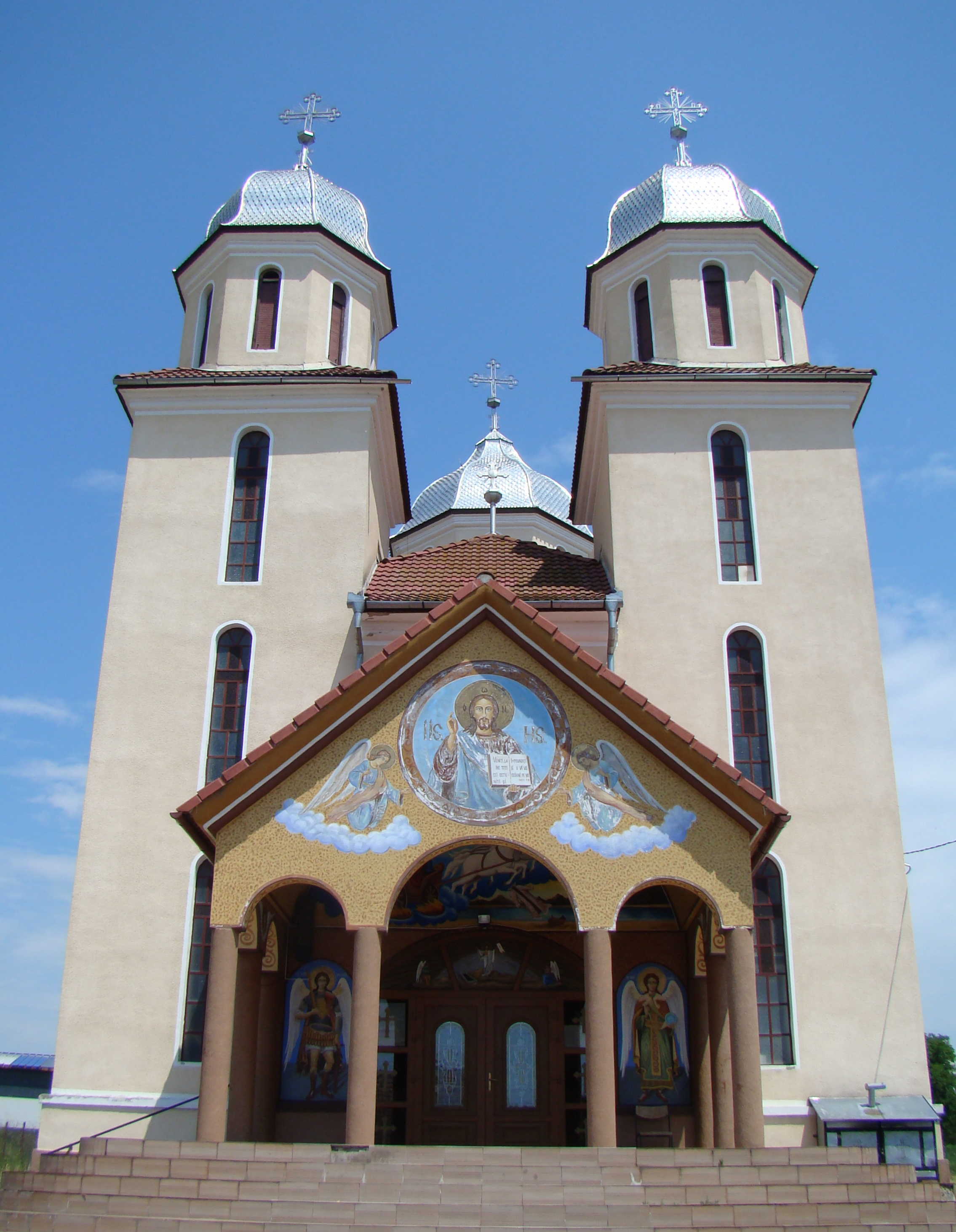
Biserica ortodoxă
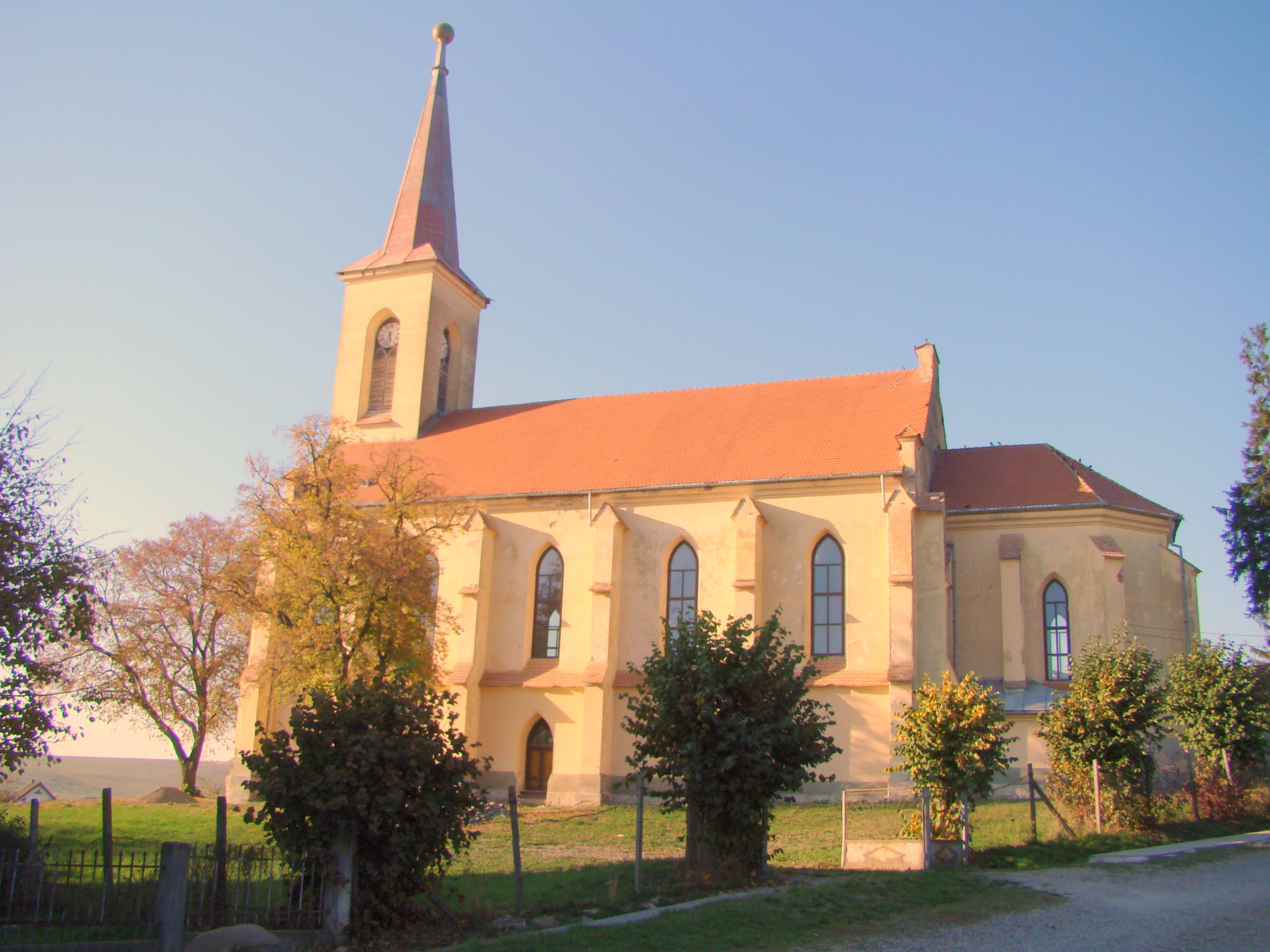
Biserica evanghelică (monument istoric)
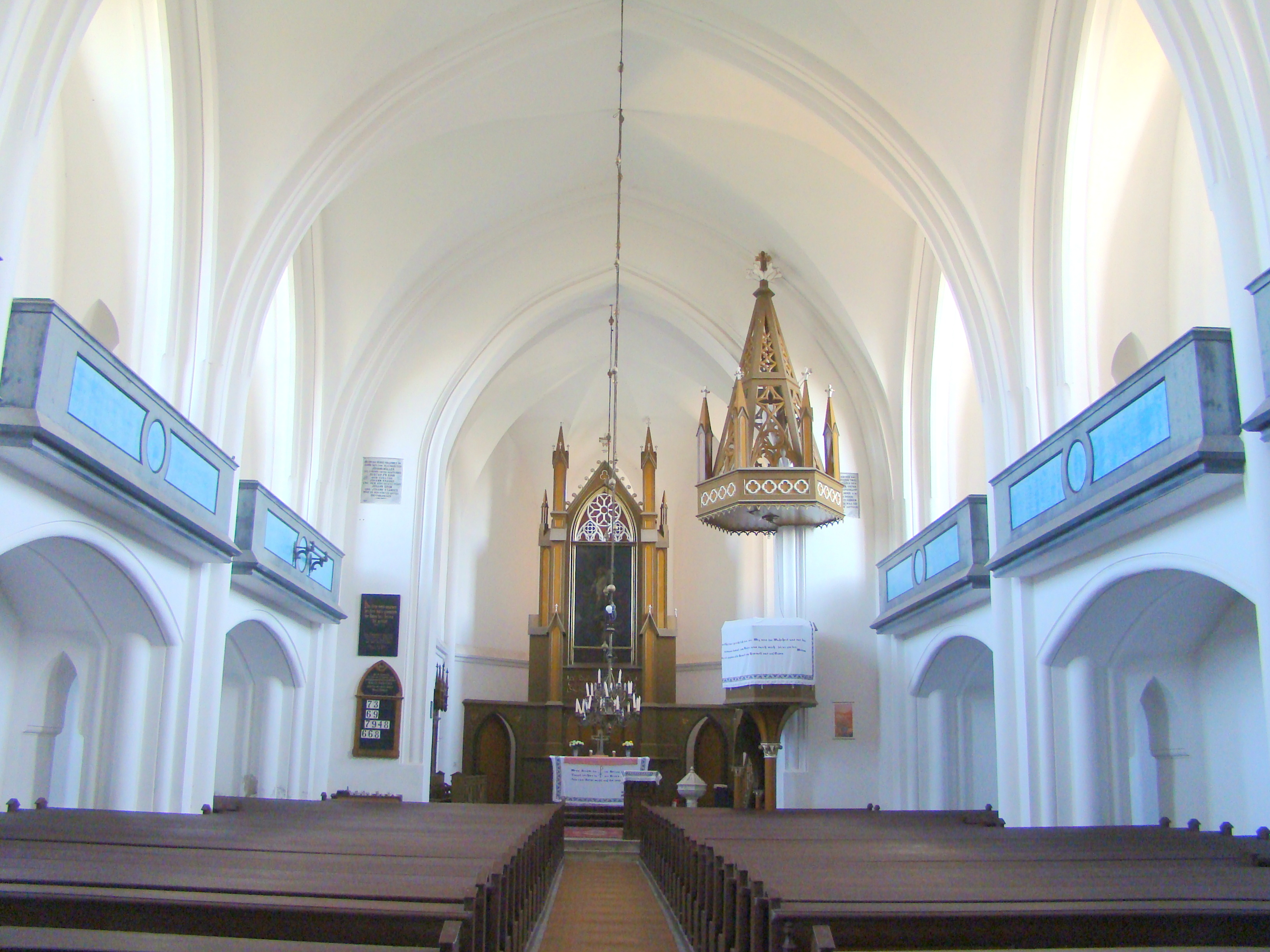
Biserica evanghelică (interiorul)
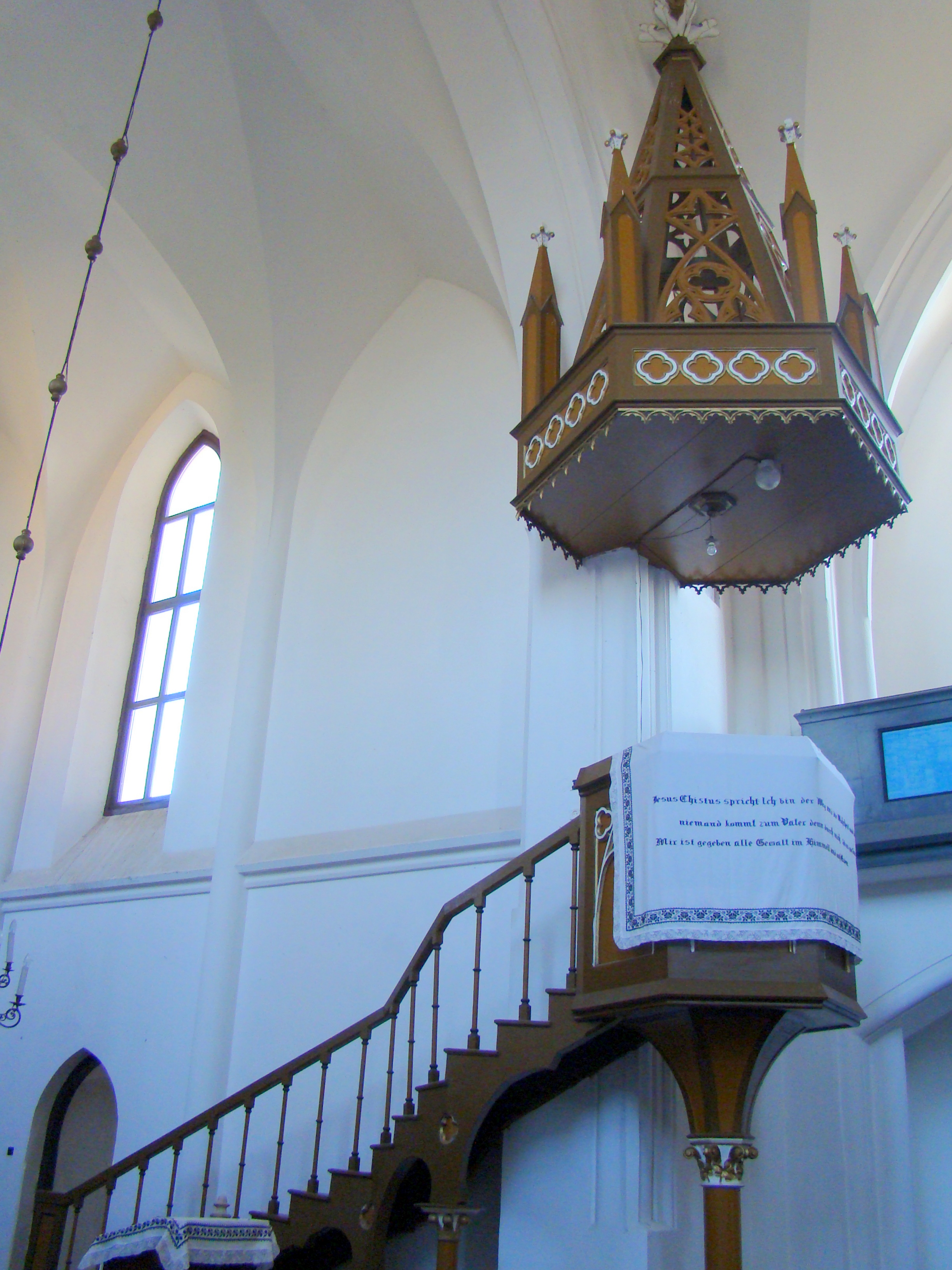
Biserica evanghelică (amvonul)